# Palais Dragomanni
Le Palazzo Dragomanni, également appelé Franceschi-Salvadori, est un bâtiment historique de Florence, situé via de' Guicciardini dans le quartier Oltrarno.
Le palais apparaît (comme Palazzo Dragomanni) dans la liste dressée en 1901 par la Direction générale des Antiquités et des Beaux-Arts, comme édifice monumental à considérer comme patrimoine artistique national.

## Histoire
Dans ce tronçon de rue se trouvaient quelques maisons du monastère de San Felicita, qui furent achetées par Luigi Guicciardini après 1523 pour agrandir son palais adjacent, qui représente le noyau original du Palais Guicciardini. En 1634, cet « ajout » fut acheté par la famille Franceschi  pour créer à son tour un palais, avec de nombreux travaux d'agrandissement qui culminèrent avec le chantier achevé en 1697-1698 par l'architecte Antonio Maria Ferri.
En 1742, Lady Walpole y résidait dans un appartement loué. Après l'effondrement financier dramatique des Franceschi de 1741-1746, la propriété passa en 1754 aux comtes Lorenzi, pour aller vers 1777, aux Dragomanni (1793), qui furent suivis par les Salvadori puis les Boncompagni Ludovisi, qui en sont toujours propriétaires.
En août 1944, le tronçon oriental de la Via Guicciardini, le plus proche de la Piazza Pitti, fut épargné par les mines de l'armée allemande en retraite, tandis que tout le côté ouest et la partie orientale la plus proche du Ponte Vecchio subirent des effondrements et de très lourds dommages.

## Description
La façade, à trois étages organisés sur huit axes, comporte deux portails.
Au-delà du grand hall d'entrée voûté en berceau, avec un portail en fer forgé portant les armes des Dragomanni Ludovisi, on entre dans une cour Renaissance avec des portiques sur trois côtés.
Après que les peintures créées par Anton Domenico Gabbiani en 1704 et mentionnées dans les chroniques ont été perdues, il reste diverses pièces avec des peintures murales d'importance remontant à l'œuvre d'Atanasio Bimbacci, peut-être remplacé par Pietro Pertichi (it) et Pier Dandini, en particulier le salon (Allégorie de la Noblesse) et la chapelle privée (Histoires de Marie) au rez-de-chaussée.
Vraisemblablement de l'époque où la résidence appartenait à la famille Lorenzi, il existe d'autres interventions picturales à thème mythologique attribuées à Tommaso Gherardini, Giuseppe Gricci (it) et Giuseppe del Moro, situées au rez-de-chaussée et donnant sur un petit jardin. Plus au nord se trouve un deuxième jardin, également restauré dans les années 2020, surplombé par les fenêtres rectangulaires et oculus, protégées par des grilles, du corridor de Vasari.